# FED (Hersteller)

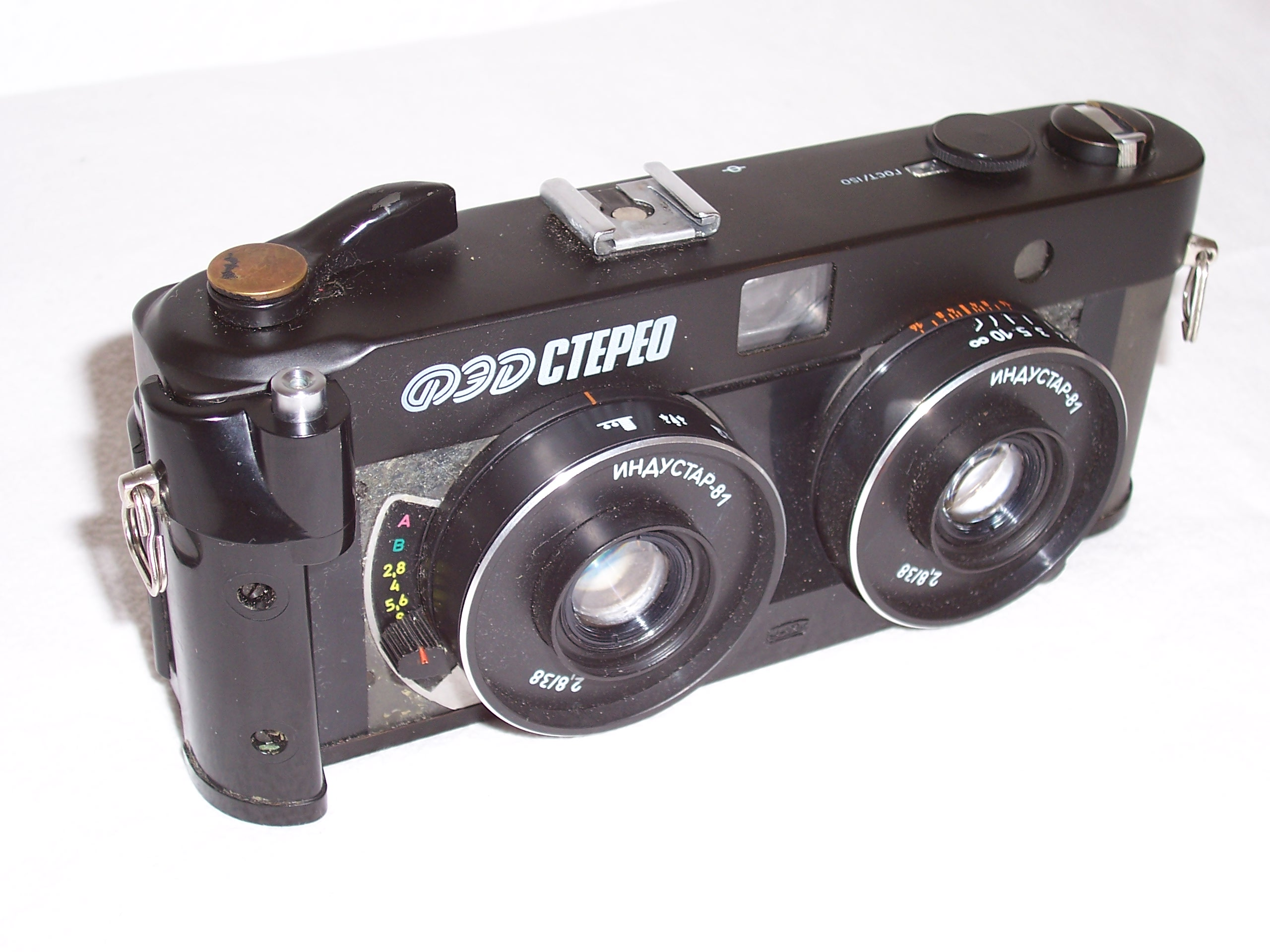
FED Stereo

Die FED-Arbeitskommune (FED; russisch Trudkommuna imeni F. E. Dserschinskowo) ist eine ukrainische Kamerafabrik in Charkiw, die nach Felix Dserschinski (1877–1926), dem Gründer des sowjetischen Geheimdienstes Tscheka, benannt ist.

## Modelle

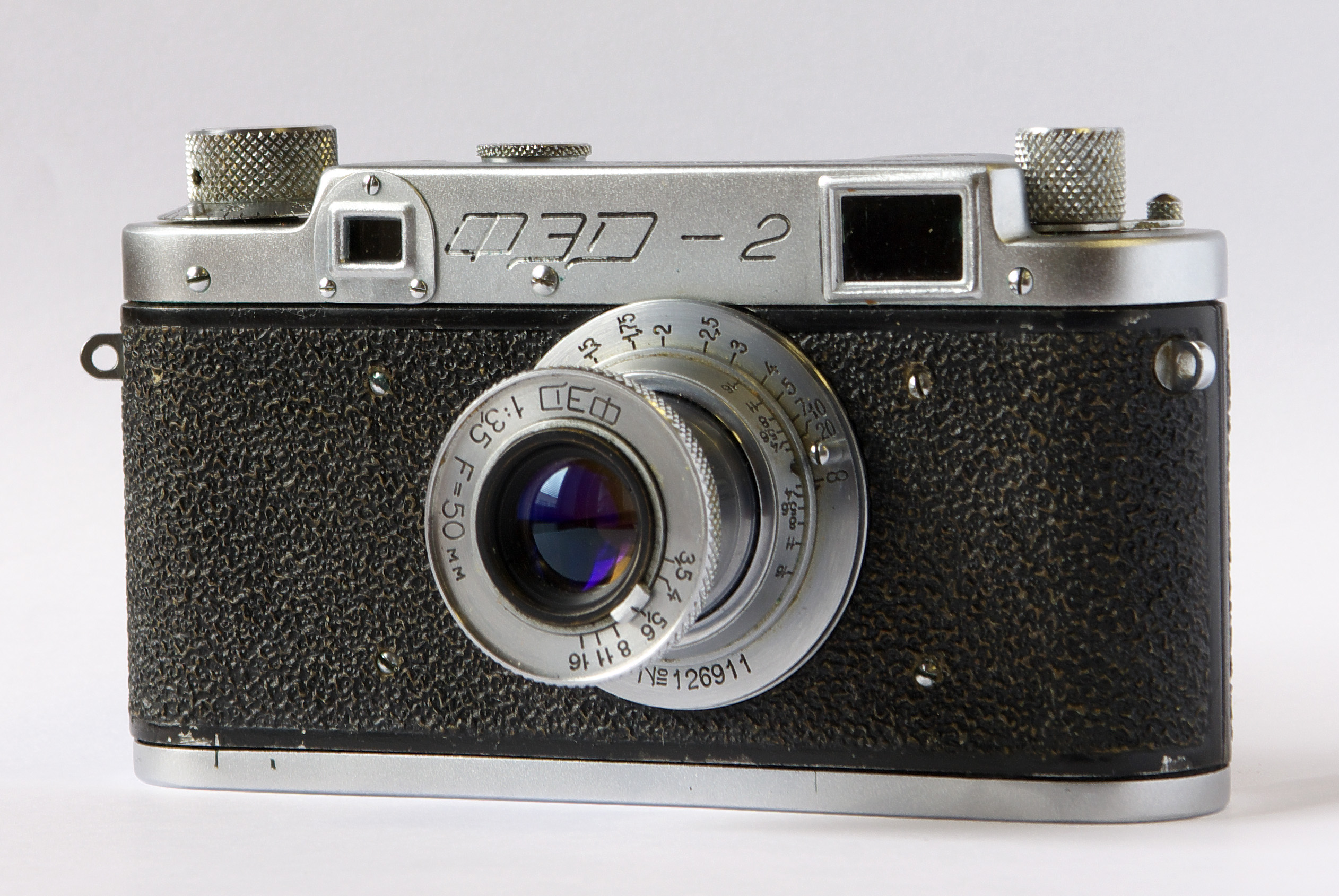
FED-2. Seltenes Exemplar der ersten Releases – Kamera mit rechteckigem Entfernungsmesser-Fenster

- FED 1 (Fedka) (1934–1955)
- FED S (1938–1941)
- FED V (ab 1938)
- FED 2 (1955–1970)
- ZARYA (1958–1959)
- FED 3 (1961–1980)
- FED 4 (1964–1976)
- FED 5 (1977–1990)

Stereokameras (1988–1996)
- FED Stereo
- FED Stereo M
- FED B-O-Y Stereo

Aktuelle Modelle am Markt:
- FED 5B
- FED 5C

## Geschichte und Entwicklung
FED wurde 1927 von dem Pädagogen Anton Makarenko gegründet. In der Kommune wurden zunächst rund 150 Waisenkinder nach dem marxistischen System der polytechnischen Bildung erzogen. Sie arbeiteten in zwei Vierstunden-Schichten; eine bestand in geistigem Unterricht, die andere in körperlicher Arbeit. Hergestellt wurden zunächst Möbel und andere Güter für den eigenen Bedarf; ab 1929 war FED autonom, ab 1930 wurden der Ausbildungsstandard auf Abitur-Niveau angehoben und eine Fabrik eingerichtet.
In dieser Fabrik stellte FED zunächst nur Bohrmaschinen sowie ab Mitte 1932 Leica-Kopien her; dies waren zunächst Nachbauten der 1925 vorgestellten Leica I (1932–1933) und der Leica II (1934 bis in die 1950er-Jahre). 1934 wurden etwa 4000 der so genannten Fedkas hergestellt; insgesamt übersteigt die Produktion der sowjetischen Nachbauten deutlich das, was Leica in der ganzen Firmengeschichte gefertigt hat. 1934 begannen auch zwei weitere Fabriken, die WOOMP experimentelle Fabrik (VOOMP Opytny Sawod) und die Geodesija Sawod in Moskau, mit der Herstellung von Leica-Nachbauten.
Ab 1938 wurden vier Wechselobjektive in Elmar-Bauweise hergestellt; 1937 wurde mit der Entwicklung eines Nachbaus der Leica IIIa begonnen, von dieser FED-B wurden jedoch nur rund 40 Prototypen gefertigt. Stattdessen wurde eine eigenständige Entwicklung forciert: Die 1938 vorgestellte FED-S verfügte bereits über eine kürzeste Verschlusszeit von 1/1000 Sekunde sowie ein Objektiv mit einer Lichtstärke von 1:2,0.
1939 wurde die FED-Fabrik umbenannt in F. E. Dzerzhinsky Kombinat und die Produktion der 100.000sten Fedka gefeiert; vor Kriegsausbruch waren in der Sowjetunion rund 500.000 Kameras hergestellt worden.
Nach Kriegsende wurde die Produktion der Vorkriegsmodelle wieder aufgenommen; als erste Neuerung wurde 1955 die FED-2 mit Selbstauslöser, auswechselbarer Rückwand und verschiedenen anderen Verbesserungen vorgestellt.
Ein bekannter Leica- und Fedka-Fotograf war Alexander Michailowitsch Rodtschenko (1891–1956).
Objektive zur FED 1
Alle FED-Objektive aus der Vorkriegszeit hatten nicht standardisierte Auflagemaße (Abstand Ebene Schraubanschluss zu Filmebene). Die meisten von ihnen erfordern einen kürzeren Flanschabstand als Leica (28,8 mm) und können daher nicht an Leica-Kameragehäusen mit Schraubanschluss verwendet werden. Bei Leica-Gehäusen fokussieren sie meist nicht auf unendlich und der Entfernungsmesser ist dann ungenau, was zu unscharfen Bildern führt. Dies mag der Grund für den teilweise schlechten Ruf von FED-Objektiven sein. Richtig angepasst an ein modernes digitales spiegelloses Kameragehäuse, das eine genaue Fokussierung ermöglicht, zeigen diese Objektive jedoch eine erstaunliche Bildqualität (vorausgesetzt, die Linsen sind noch frei von Kratzern und sauber).
FED 100 mm f/6,3: 4 Elemente in 2 Gruppen, wurde 1938 auf den Markt gebracht und bis 1941 produziert. Offizielle Modellbezeichnung: FED-36. Ein sehr scharfes kleines Objektiv, das bei Offenblende verwendet werden kann. Durch Abblenden erhöht sich die Neigung zu inneren Reflexionen, da die Blendenlamellen recht glänzend sind.
FED 100 mm f/5,9 Prototyp von 1937–1938, am besten für Blende f/6,3 oder kleiner geeignet.
FED 50 mm f/3,5 versenkbare: Ähnelt äußerlich dem Leitz Elmar, ist aber keine Kopie, da es optisch eher dem Zeiss Tessar 50 mm f/3,5 ähnelt. Vier Elemente in drei Gruppen mit der Blende zwischen zweiter und dritter Linse (wie beim Tessar; beim Leitz Elmar befindet sich die Blende hinter dem ersten Element). Die offizielle Modellbezeichnung vor dem Krieg war FED-10. Diese Objektiv wird oft auch als Industar-10 bezeichnet, auf den Objektiven selbst findet sich jedoch weder eine Gravur „FED-10“ noch „Industar-10“. Die Gravur „Industar“ findet sich erstmals beim Nachfolgemodell Industar-22 auf dem Objektiv. Das FED-10 wurde zwischen 1934 und 1946(?) hergestellt und standardmäßig mit den meisten FED 1a, 1b, 1c und 1d ausgeliefert. Vorkriegsobjektive verfügen über die alten Blendenskalen f/3,5, 4,5, 6,3, 9, 12,5, 18 und 50 M/M (für Millimeter). Nachkriegsobjektive verfügen über die neue Blendenskala f/3,5, 5,6, 8, 11, 16 und eine 50-MM-Gravur. Die meisten Nachkriegsobjektive waren beschichtet, mit Ausnahme einiger sehr früher Exemplare.
FED 50 mm f/2: Besteht wie das Leitz Summar aus sechs Elementen in vier Gruppen, verfügt aber im Gegensatz zum Summar über fünf Elemente mit flachen Oberflächen, während die Elemente des Summar nur gekrümmte Oberflächen haben. Offizielle Modellbezeichnung: unbekannt. Produktionszeitraum 1938–1941. Die optische Leistung ist geringfügig schwächer als die des Leitz Summar, da es in den Bildecken leichte chromatische Aberrationen aufweist.
FED 50 mm f/3,5 Makroobjektiv. Es gibt eine Reihe von Varianten mit unterschiedlichen Gravuren, die jedoch alle nicht mit dem Entfernungsmesser gekoppelt waren. Die offizielle Modellbezeichnung war FED-19. Sie basieren auf dem FED-10-Design und waren für Reproduktionsarbeiten gedacht. Die korrekte Fokussierung wurde durch Messen des Abstands vom Motiv zu einem eingravierten Ring am Objektivtubus erreicht. Diese Objektive verfügen über zwei Skalen: Eine mit einem Vergrößerungsmaßstab (M) von ∞ (für 1:∞) bis 2 (für 1:2). Über jedem Vergrößerungswert findet sich der entsprechende Abstand, gemessen vom gravierten Ring zum Motiv. Unendlich hat offensichtlich keinen entsprechenden Entfernungswert und daher beginnt die Entfernungsskala bei 105 (cm) für eine Vergrößerung von 1:20 und endet bei 15 (cm) für eine Vergrößerung von 1:2.
FED 28 mm f/4,5: 1938 auf den Markt gebracht und bis 1941 produziert. Die offizielle Modellbezeichnung war FED-35. Das optische Design war mit sechs Elementen in vier Gruppen recht komplex und es war damit lichtstärker als seine damaligen Konkurrenten, das Leitz Hektor 28 mm f/6,3 und das Zeiss Tessar 28 mm f/4,5. Das FED-35 zeigt bei geöffnetem Objektiv eine starke Vignettierung und einen recht geringen Kontrast. Durch Abblenden auf f:6,3 und mehr wird die Bildqualität auf eine sehr respektable Qualität gesteigert.

### Fachliteratur
- Jean Loup Princelle, Valia Ouvrier: The Authentic Guide to Russian and Soviet Cameras: Made in USSR: 200 Soviet Cameras. Hove Foto Books, 1996, ISBN 1-874031-63-0
- Yrrah Kesardnov: Russische Kameras 1930–1990, ein Nachschlagwerk. Selbstverlag 1993
- Yuri Ryshkov’s: Russian and Soviet cameras (1840–1991)
- D. Bunimovitch: Russian cameras. Moskau 1950
- FED: History of a factory. Charkow 1987

### Belletristik
- Anton Makarenko: Flaggen auf den Türmen, Moskau 1938